# Jakob Friedrich Grundmann
Jakob Friedrich Grundmann (* 1727 in Dresden; † 1. Oktober 1800 ebenda) war einer der bedeutendsten deutschen Holzblasinstrumentenmacher des 18. Jahrhunderts.

## Leben und Werk

Bassetthorn in F aus der Werkstatt Grundmann, 1787.

Grundmann erlernte sein Handwerk ebenso wie Karl Augustin Grenser bei Johann Poerschmann in Leipzig. 1753 kehrte er nach Dresden zurück, wo er seine eigene Instrumentenbau-Werkstatt eröffnete. Seine Instrumente galten in ihrer Zeit als besonders klangschön und wurden wegen ihres hellen und runden Tones sowie der leichten Ansprache geschätzt. Insbesondere seine Oboen, Fagotte und Klarinetten wurden bis nach Polen und Russland exportiert und dort bis in das 19. Jahrhundert hinein verwendet.
Nach seinem Tod im Jahr 1800 übernahm sein Schüler Johann Friedrich Floth die Werkstatt.
Von Grundmann sind sieben Bassetthörner und über 50 Oboen erhalten, darunter die erste Oboe mit drei Klappen aus dem Jahr 1781.